# Општина Сикевица
Општина Сикевица (рум. Comuna Sichevița) је општина у округу Караш-Северин у југозападној Румунији. Према попису из 2021. године у општини је био 1.891 становник. Седиште општине је насеље Сикевица. Oпштина се налази на надморској висини од 165 м.

## Насељена места
Општина се састоји из 19 насеља:
| Насеље           | Изворни назив | Бр. ст. (2011) | Бр. ст. (2021) |
| ---------------- | ------------- | -------------- | -------------- |
| Брестелник       |               | 16             | 14             |
| Ваља Оревица     |               | 6              | 3              |
| Ваља Равенска    |               | 39             | 82             |
| Ваља Сикевицеј   |               | 36             | 39             |
| Горнеа           |               | 591            | 480            |
| Заноу            |               | 45             | 28             |
| Заслоане         |               | 31             | 32             |
| Каменица         |               | 11             | 20             |
| Каршије          |               | 49             | 40             |
| Краку Алмаж      |               | 15             | 6              |
| Крушовица        |               | 41             | 31             |
| Курматура        |               | 11             | 14             |
| Либораждеа       |               | 25             | 12             |
| Лукачевац        |               | 16             | 17             |
| Мартиновац       |               | 19             | 20             |
| Огашу Подулуј    |               | 7              | 2              |
| Сикевица         |               | 1.256          | 1.016          |
| Стрењак          |               | 3              | 24             |
| Фрасиниш         |               | 13             | 11             |
| Општина Сикевица |               | 2.230          | 1.891          |

## Становништво
Према попису становништва из 2021. године у општини је живео 1.891 становник, за 339 мање (-15,20%) у односу на претходни попис из 2011. године када је било 2.230 становника. Већинско становништво су Румуни који чине 93,71% становништва.
| Етнички састав према попису из 2021.‍ | Етнички састав према попису из 2021.‍ | Етнички састав према попису из 2021.‍ | Етнички састав према попису из 2021.‍ | Етнички састав према попису из 2021.‍ |
| ------------------------------------ | ------------------------------------ | ------------------------------------ | ------------------------------------ | ------------------------------------ |
|                                      |                                      |                                      |                                      |                                      |
| Румуни                               | Румуни                               |                                      | 1.772                                | 93,71%                               |
| Остали                               | Остали                               |                                      | 5                                    | 0,26%                                |
| непознато                            | непознато                            |                                      | 114                                  | 6,03%                                |

| Година       | 1992 | 1993 | 1994 | 1995 | 1996 | 1997 | 1998 | 1999 | 2000 | 2001 | 2002 | 2003 | 2004 | 2005 | 2006 | 2007 | 2008 | 2009 | 2010 | 2011 | 2012 | 2013 | 2014 | 2015 | 2016 | 2017 |
| ------------ | ---- | ---- | ---- | ---- | ---- | ---- | ---- | ---- | ---- | ---- | ---- | ---- | ---- | ---- | ---- | ---- | ---- | ---- | ---- | ---- | ---- | ---- | ---- | ---- | ---- | ---- |
| Становништво | 2896 | 2861 | 2807 | 2765 | 2720 | 2710 | 2682 | 2652 | 2629 | 2593 | 2575 | 2556 | 2515 | 2493 | 2469 | 2446 | 2410 | 2384 | 2340 | 2278 | 2238 | 2213 | 2186 | 2150 | 2134 | 2095 |